# Eshref Ademaj
Eshref Ademaj, född 1940 i Prizren i Kosovo i Kungariket Jugoslavien, död 1994, var en albansk matematiker och aktivist.
I egenskap som universitetsprofessor i Pristina spelade han en nyckelroll i restaureringen av universitetsaktiviteter i Kosovo efter att belgradregimen massavskedade albanska akademiker och bannlyste all undervisning på albanska språket.
Ademaj studerade matematisk vetenskap vid Belgrads universitet. Han inledde sin karriär i det tidiga 1970-talet som assisterande professor och senare som universitetslektor vid fakulteten för matematisk vetenskap vid Pristinas universitet och fick 1987 fast anställning. Han var den förste att påbörja doktorandstudier vid redan nämnda fakultet. Han var samtidigt medlem i olika doktorskommissioner i universitet över hela Jugoslavien. 1993 blev han korresponderande medlem av Kosovos akademi för vetenskap och konst.
Belgradregimens policy i Kosovo i tidigt 1990-tal fokuserades på bannlysningen av all undervisning på albanska språket. När det kom till Pristinas universitet massavskedades professorer, avdelningar stängdes ner och albanska språket bannlystes. Det akademiska samfundets reaktion blev att skapa ett parallellt utbildningssystem som ansvarade för albansk utbildning på alla nivåer. Eshref Ademaj ledde detta arbete med att skapa och organisera det parallella utbildningssystemet i Kosovo och hans organisation fick beröm för denna strävan.